# Eduardo Vela Ruiz
Eduardo Vela Ruiz (Nueva York, Estados Unidos; 5 de septiembre de 1951-Tampico, México; 25 de noviembre de 2023) fue un empresario y abogado mexicano. Fue el presidente del Consejo de Administración de Velas Resorts.

## Trayectoria
En 1973 concluyó la carrera de Derecho en la Universidad Autónoma de Tamaulipas, la cual ejerció entre 1973 y 1978 como Abogado litigante, se integró a la Notaría Pública número 23 en 1975 y se volvió titular de la misma desde 1980.
A la edad de 28 años inició su carrera empresarial en la industria de la Construcción civil (1977) y dieciséis años más tarde, constituyó la empresa que se convertiría en su principal en este rubro Construcciones Aryve, S. A. de C.V. dedicada al levantamiento de desarrollos inmobiliarios.

## Reconocimientos
En el año 2010 fue premiado por el entonces presidente de México Felipe Calderón como Empresario del Año, y durante el 2013 como uno de los Inversionistas más poderosos en Turismo por Forbes México.